# Comcast Technology Center
El Comcast Technology Center es un rascacielos situado en el Centro de Filadelfia, Estados Unidos. Con 60 plantas y 342 m de altura, es el edificio más alto de Filadelfia y de Pensilvania, el 13° más alto de los Estados Unidos y Norteamérica y el más alto del país fuera de Nueva York y Chicago. La torre se encuentra en la esquina suroeste de 18th Street y Arch Street, una manzana al oeste del Comcast Center, la sede de Comcast Corporation. En las plantas más altas hay un hotel —el más alto del país— y un restaurante, mientras que las plantas centrales contienen oficinas para los programadores e ingenieros de Comcast, y las plantas más bajas albergan estudios de televisión y tiendas.
La construcción empezó a mediados de 2014, se coronó el 27 de noviembre de 2017, y los primeros trabajadores empezaron a trasladarse al edificio a finales de julio de 2018. La torre abrió al público en octubre de 2018.

## Diseño y construcción
El arquitecto principal fue Foster and Partners, y Kendall/Heaton Associates fue el arquitecto colaborador, mientras que el diseño interior fue realizado por Gensler con la colaboración de Foster and Partners. The L.F. Driscoll Company fue el contratista de las obras. La torre contiene unos 145 000 m² alquilables, incluidos 124 000 m² de oficinas, 21 378 m² de hotel y 249 m² de espacio comercial alquilable.
En el techo de la planta 57, por debajo del vestíbulo del hotel, hay cinco amortiguadores de masa que contienen 473 000 litros de agua. Esta agua en movimiento ejerce una fuerza que en los días ventosos reduce el balanceo de la parte superior de la torre. Hay abrazaderas de acero con forma de A incrustadas entre las habitaciones del hotel en los lados este y oeste, que dan rigidez a la parte superior del edificio ante los fuertes vientos.

## Uso
El edificio contiene principalmente oficinas para los trabajadores de Comcast y el Four Seasons Hotel, situado previamente en Logan Circle. El hotel ocupa las plantas 48 a 56 y tiene el vestíbulo y el restaurante en la planta 60. Contiene un total de 219 habitaciones, incluidas 39 suites. El edificio también contiene estudios de televisión, restaurantes, un centro comercial y un aparcamiento. En total, el proyecto tiene una superficie de 145 500 m². El edificio es copropiedad de Comcast y Liberty Property Trust, y su construcción costó unos 1500 millones de dólares.
Los canales de televisión WCAU de NBC (canal 10) y WWSI de Telemundo (canal 62) anunciaron sus intenciones de trasladar sus estudios y oficinas de City Avenue, en la frontera entre Filadelfia y Bala Cynwyd, a las plantas más bajas del edificio. Estos canales completaron su traslado en directo el 21 de octubre de 2018, aunque algunas operaciones (como la base para los vehículos de conexiones en directo) permanecerán en Bala Cynwyd de momento.